# 용궁 곡씨
용궁 곡씨(龍宮曲氏)는 경상북도 예천군 용궁면을 본관으로 하는 한국의 성씨이다. 시조 곡긍회(曲矜會)는 고려 태조 때 내봉사(內奉史)·평찰(評察)을 역임하였다.

## 기원
곡씨(曲氏)의 연원지는 중국 합군(陜郡: 현재 하남성 하락도)이다.

## 역사
용궁 곡씨(龍宮 曲氏)의 시조 곡긍회(曲矜會)는 중국 룡천(龍川) 출신으로 중국에서 고려에 귀화하여 고려 태조 때 벼슬을 지낸 관료이다. 곡긍회는 고려 때의 명신(名臣)으로 고려 태조 1년(918년) 내봉사(內奉史)로 있다가 평찰(評察) 관직을 역임하였다.

## 본관
용궁(龍宮)은 경상북도 예천군(醴泉郡)에 속한 지명으로 신라시대에 축산현(竺山縣)·원산현(園山縣)이라 하였는데, 757년(신라 경덕왕 16)에 예천군의 영현이 되었다. 995년(고려 성종 14)에 용주(龍州)로 승격되었다가, 목종 때 군으로 강등되었다. 1018년(현종 9)에 용궁으로 고쳐서 상주(尙州)에 편입하였다가 1172년(명종 2)에 감무를 두면서 독립하였다. 1413년(태종 13)에 현으로 고쳤다. 1895년(고종 32) 지방제도 개정으로 안동부 용궁군이 되었고, 1896년 경상북도 용궁군으로 승격되었다. 1914년 군면 폐합으로 폐지되어 신하면(申下面)은 의성군(義城郡)에, 나머지는 용궁면 등으로 분할되어 예천군에 편입되었다.

## 인구
- 1960년 16가구 74명
- 1985년 10가구 44명
- 2000년 41가구 148명